# Рожков, Владимир Алексеевич
Владимир Алексеевич Рожков — советский хозяйственный и политический деятель.

## Биография
Родился в 1913 году в Подольском уезде. Член КПСС.
В 1940—1949 гг. — начальник сборочного цеха, начальник производства Московского мотоциклетного завода.
В 1949—1954 гг. — начальник производства, начальник моторного корпуса, заместителем главного инженера, в 1954—1960 гг. — главный инженер Минского мотовелозавода.
В 1960—1978 гг. — директор Минского моторного завода.
За создание и освоение серийного производства унифицированных колёсных, полугусеничных и гусеничных тракторов классов 1,4—2 тонны тяги на основе базовой модели «Беларусь» МТЗ-50 для комплексной механизации возделывания пропашных культур был в составе коллектива удостоен Государственной премии СССР в области науки и техники 1971 года.
Жил в Минске.

## Награды
- Орден Ленина
- Орден Октябрьской Революции
- Орден Трудового Красного Знамени
- Орден Красной Звезды